# 鄔顯庭
鄔顯庭（1940年—；英文名：Dr. WU HIN TING, PETER），香港名医，著名脑外科医生。

## 生平
生于上海，祖籍浙江奉化。胞弟鄔維庸，也是香港名医、政治家。
曾为武打巨星李小龙的主治医生，也曾为巨商王德輝主治。曾常在香港東英大廈出诊。

## 医疗事件
《壹週刊》曾爆料鄔顯庭於1968年在公立醫院向病人索取巨款。
1992年，一名黃氏女病人因癲癇向鄔顯庭就診，他開出處方類固醇藥物，但未能向黃氏病人解釋藥物副作用，黃氏之後轉到其他醫生求診才得知。2003年1月，鄔顯庭被香港法院裁定醫療失責，香港醫療委員會判其行醫停牌一年。。鄔顯庭在事件後提出上訴，但被駁回。。

## 馬主生涯
鄔顯庭爱好赛马，是香港赛马会资深会员、馬主。名下賽駒包括退役的萬能俠、萬勝俠、萬利俠、萬事勝意、幸運駿駒、幸運先鋒及晧天甘霖。此外，他和兒子鄔揚源亦是幸運勇士、幸運雄獅、幸運友、幸運大兄、幸運健康、英雄戰歌（幸運馬主團體）、幸運祝福、幸運勝駒、幸運勇駒、幸運福星（幸運冠軍團體）的馬主團體成員。